# Pseudopleuronectes americanus
Pseudopleuronectes americanus ist eine Fischart aus der Familie der Schollen (Pleuronectidae). Wie es der Artenname americanus bereits signalisiert, handelt es sich um eine nordamerikanische Art, der englische Trivialname lautet Winter flounder (übersetzt: „Winterflunder“).

## Beschreibung

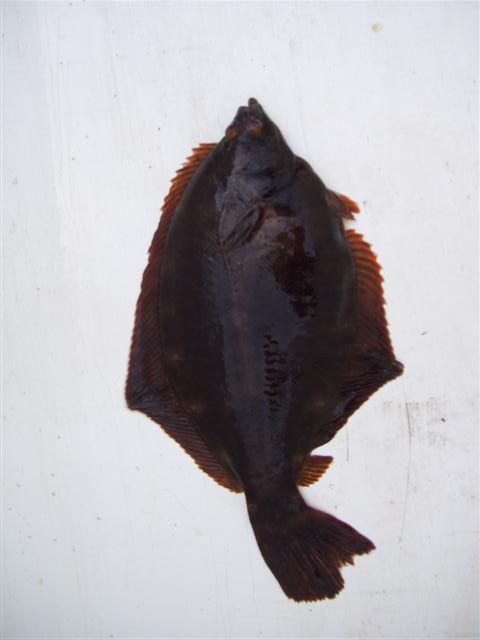
Habitus eines P. americanus-Individuums

Die Plattfische haben eine durchschnittliche Körperlänge von 27,4 cm, als Maximalgröße sind 64 cm Gesamtlänge und ein Gewicht von 3,6 kg publiziert. Das dokumentierte Höchstalter liegt bei 14 Jahren.

## Lebensraum, Verbreitungsgebiet
Die Flundern leben in marinen Biotopen der atlantischen Ostküste von Nordamerika. Gleichfalls kommen sie in Flussmündungen, allgemein küstennah, vor. Es gibt aber auch küstenferne Populationen, welche dann an Unterwasserplateaus wie der Georges Bank gebunden sind. Das Vorkommen liegt im Westatlanktik von (nördlich) der Kanadischen Labrador-Küste bis (südlich) vor Georgia, oder: in geografischen Breiten- und Längengraden erstreckt es sich von 55°N bis 31°N und von 82°W bis 52°W. Bewohnt werden Böden, die von einem weichen, schlammigen bis zu einem mäßig harten Untergrund reichen. Nachweise existieren bis zu einer Wassertiefe von 143 Metern.

## Lebensweise

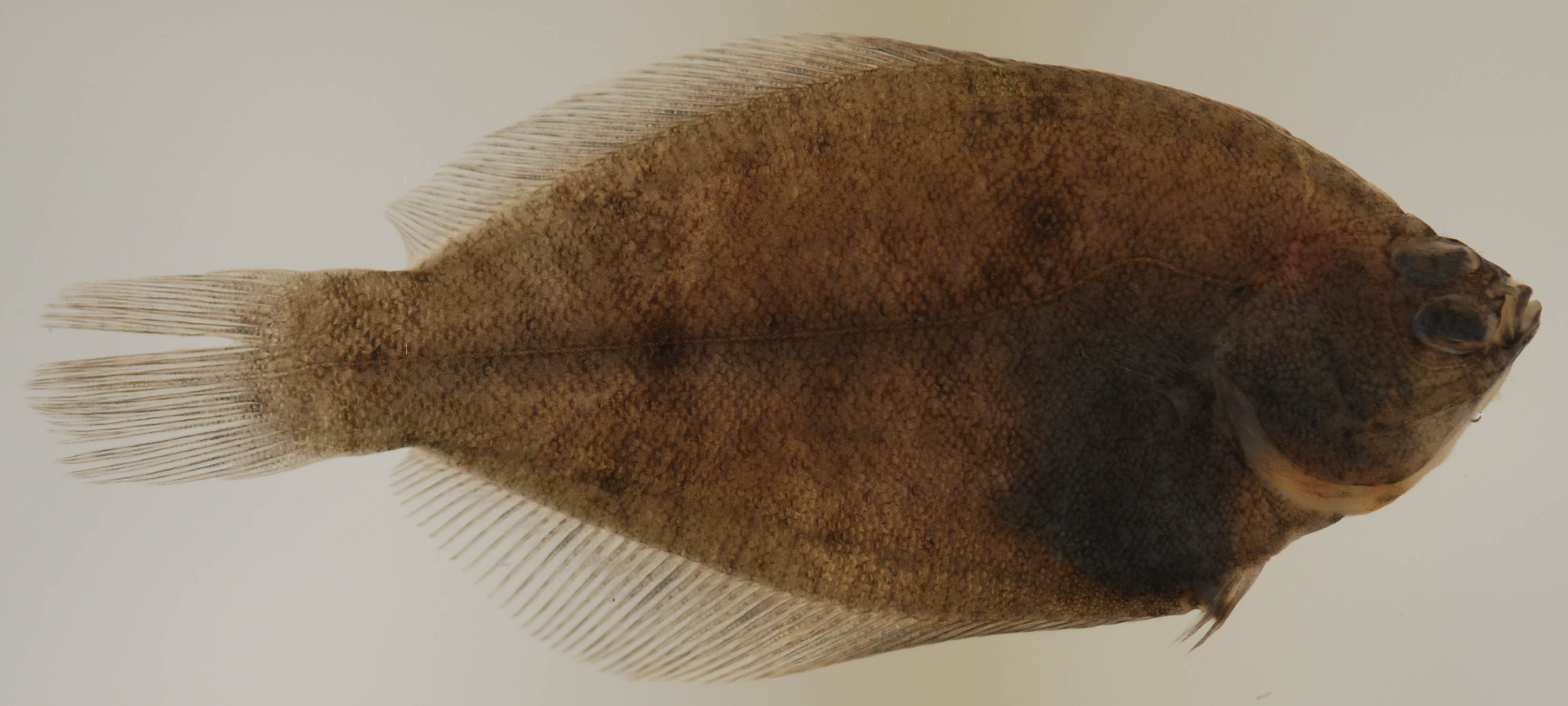
P. americanus-Jungtier, 64 mm lang

Der englische Trivialname „Winter flounder“ hat seinen Ursprung in der jährlichen Migration zur Küste hin, welche mit dem im Winter stattfindenden Laichgeschäft zusammenhängt. Im Herbst ziehen adulte Fische vor dem Ablaichen in die Flussmündungen, im späten Frühjahr und Frühsommer, nach dem Laichgeschäft, wandern die Tiere wieder in tiefere, kühlere Biotope, in den Mündungen oder küstenferner gelegen. Die vorstehend beschriebene Laichwanderung gilt nicht für die in kälteren Gewässern lebenden Tiere im Norden des Verbreitungsgebiets der Art. Diese wandern im Sommer in ihre Laichgebiete in flachen Gewässern ein.
Die Ernährung der Tiere ist altersabhängig. Im Mageninhalt untersuchter Individuen ließen sich Nauplius-Larven, Ruderfußkrebse (namentlich Harpacticoida und Calanoida), Vielborster, Eier von wirbellosen marinen Tieren und Phytoplankton nachweisen, wobei das pflanzliche Material vermutlich eher unbeabsichtigt aufgenommen wurde. Kleine Flunderlarven (3 bis 6 mm groß) nehmen eher Wirbellosen-Eier und Nauplii auf, größere Individuen bevorzugen Vielborster und Ruderfußkrebse. Ruderfußkrebse sind auch Hauptbestandteil des Speiseplans von metamorphosierenden Jungtieren. Erwachsene Flundern sind opportunistische Beutegreifer, die auf Sicht jagen und die Beute aufnehmen, welche sie überwältigen können. Dies umfasst zahlreiche Krebstiere, Würmer, Muscheln und auch kleine Fische.

## Pseudopleuronectes americanusund der Mensch
Die Flunder war bis in die frühen 1980er Jahre eine wichtige Art für gewerbliche Fischereien. Seitdem haben die angelandeten Mengen stark nachgelassen. Freizeitangler stellen der Art ebenfalls gerne nach.